# Cheta (Krasnojarsk)
Cheta (russisch Хета) ist eine Siedlung (possjolok) in der russischen Region Krasnojarsk in Nordsibirien. Bis zu seiner Auflösung Ende 2006 gehörte sie zum Autonomen Kreis Taimyr, dem heutigen Taimyrski Dolgano-Nenezki rajon (Rajon Taimyr der Dolganen und Nenzen).

## Geographische Lage
Cheta liegt in der Taimyrsenke, dem seen- und sumpfreichen Mittelteil des Nordsibirischen Tieflands am rechten Ufer des namensgebenden, dort etwa 750 m breiten Flusses Cheta. Es gehört als eine von zehn Ortschaften zur Landgemeinde Selskoje posselenije Chatanga und liegt gut 100 km südwestlich (flussaufwärts) des Gemeindesitzes Chatanga. Der Ort ist nur auf dem Wasser- oder Luftweg (per Hubschrauber von Chatanga) erreichbar.

## Einwohner
Fast alle der 368 Einwohner des Ortes (Stand 14. Oktober 2010) gehören der Ethnie der Dolganen an.